# Campionati europei di atletica leggera 2010 - 3000 metri siepi maschili
La competizione si è svolta tra il 30 ed il 1º agosto 2010.

## Podio
| #       | Atleta                      | Nazionalità | Tempo   | Note |
| ------- | --------------------------- | ----------- | ------- | ---- |
| Oro     | Mahiedine Mekhissi-Benabbad | Francia     | 8:07.87 | CR   |
| Argento | Bouabdellah Tahri           | Francia     | 8:09.28 |      |
| Bronzo  | Ion Luchianov               | Moldavia    | 8:19.64 | SB   |

## Record
Prima di questa competizione, il record del mondo (RM), il record europeo (EU) ed il record dei campionati (RC) sono i seguenti:
| Record                | Prestazione | Atleta                    | Data                               | Competizione                                |
| --------------------- | ----------- | ------------------------- | ---------------------------------- | ------------------------------------------- |
| Record mondiale       | 7:53.63     | Saif Saaeed Shaheen Qatar | 3 settembre 2004 Bruxelles, Belgio |                                             |
| Record europeo        | 8:01.18     | Bouabdellah Tahri Francia | 18 agosto 2009 Berlino, Germania   | Campionati del mondo 2009                   |
| Record dei campionati | 8:12.66     | Francesco Panetta Italia  | 30 agosto 1990 Spalato, Jugoslavia | Campionati europei di atletica leggera 1990 |

## Programma
| Data           | Ora   | Turno    |
| -------------- | ----- | -------- |
| 30 luglio 2010 | 11:40 | 1º turno |
| 1º agosto 2010 | 20:15 | Finale   |

## Risultati

### 1º turno
Passano i primi 12 con i migliori tempi tra le due batterie

#### Batteria 1
| Pos | Corsia | Nome                      | Nazionalità | Tempo   | Note |
| --- | ------ | ------------------------- | ----------- | ------- | ---- |
| 1   | 12     | Bouabdellah Tahri         | Francia     | 8:30.11 | Q    |
| 2   | 4      | Ildar Minshin             | Russia      | 8:30.14 | Q    |
| 3   | 9      | José Luis Blanco          | Spagna      | 8:30.53 | Q    |
| 4   | 8      | Steffen Uliczka           | Germania    | 8:30.61 | Q    |
| 5   | 11     | Bjørnar Ustad Kristensen  | Norvegia    | 8:30.91 | q    |
| 6   | 5      | Hubert Pokrop             | Polonia     | 8:32.77 |      |
| 7   | 10     | Krijn van Koolwyk         | Belgio      | 8:33.00 |      |
| 8   | 6      | Ángel Mullera             | Spagna      | 8:37.38 |      |
| 9   | 1      | Vincent Zouaoui Dandrieux | Francia     | 8:38.33 |      |
| 10  | 2      | Pedro Ribeiro             | Portogallo  | 8:45.18 |      |
| 11  | 3      | Joonas Harjamäki          | Finlandia   | 8:47.25 |      |
| 12  | 7      | Pep Sansa Bullich         | Andorra     | 9:24.39 |      |

#### Batteria 2
| Pos | Corsia | Nome                        | Nazionalità | Tempo   | Note  |
| --- | ------ | --------------------------- | ----------- | ------- | ----- |
| 1   | 9      | Mahiedine Mekhissi-Benabbad | Francia     | 8:27.32 | Q     |
| 2   | 11     | Ion Luchianov               | Moldavia    | 8:29.49 | Q     |
| 3   | 1      | Tomasz Szymkowiak           | Polonia     | 8:30.02 | Q     |
| 4   | 8      | Alberto Paulo               | Portogallo  | 8:30.26 | Q     |
| 5   | 12     | Boštjan Buč                 | Slovenia    | 8:31.08 | q, SB |
| 6   | 4      | Eliseo Martín               | Spagna      | 8:31.71 | q     |
| 7   | 2      | Andrey Farnosov             | Russia      | 8:31.88 | q     |
| 8   | 3      | Mustafa Mohamed             | Svezia      | 8:32.05 |       |
| 9   | 7      | Janne Ukonmaanaho           | Finlandia   | 8:33.48 | PB    |
| 10  | 6      | Martin Pröll                | Australia   | 8:41.63 |       |
| 11  | 10     | Mário Teixeira              | Portogallo  | 8:42.53 |       |
| -   | 5      | Pieter Desmet               | Belgio      | -       | DNF   |

#### Sommario
| Pos | Batteria | Corsia | Nome                        | Nazionalità | Tempo   | Note  |
| --- | -------- | ------ | --------------------------- | ----------- | ------- | ----- |
| 1   | 2        | 9      | Mahiedine Mekhissi-Benabbad | Francia     | 8:27.32 | Q     |
| 2   | 2        | 11     | Ion Luchianov               | Moldavia    | 8:29.49 | Q     |
| 3   | 2        | 1      | Tomasz Szymkowiak           | Polonia     | 8:30.02 | Q     |
| 4   | 1        | 12     | Bouabdellah Tahri           | Francia     | 8:30.11 | Q     |
| 5   | 1        | 4      | Ildar Minshin               | Russia      | 8:30.14 | Q     |
| 6   | 2        | 8      | Alberto Paulo               | Portogallo  | 8:30.26 | Q     |
| 7   | 1        | 9      | José Luis Blanco            | Spagna      | 8:30.53 | Q     |
| 8   | 1        | 8      | Steffen Uliczka             | Germania    | 8:30.61 | Q     |
| 9   | 1        | 11     | Bjørnar Ustad Kristensen    | Norvegia    | 8:30.91 | q     |
| 10  | 2        | 12     | Boštjan Buč                 | Slovenia    | 8:31.08 | q, SB |
| 11  | 2        | 4      | Eliseo Martín               | Spagna      | 8:31.71 | q     |
| 12  | 2        | 2      | Andrey Farnosov             | Russia      | 8:31.88 | q     |
| 13  | 2        | 3      | Mustafa Mohamed             | Svezia      | 8:32.05 |       |
| 14  | 1        | 5      | Hubert Pokrop               | Polonia     | 8:32.77 |       |
| 15  | 1        | 10     | Krijn van Koolwyk           | Belgio      | 8:33.00 |       |
| 16  | 2        | 7      | Janne Ukonmaanaho           | Finlandia   | 8:33.48 | PB    |
| 17  | 1        | 6      | Ángel Mullera               | Spagna      | 8:37.38 |       |
| 18  | 1        | 1      | Vincent Zouaoui Dandrieux   | Francia     | 8:38.33 |       |
| 19  | 2        | 6      | Martin Pröll                | Australia   | 8:41.63 |       |
| 20  | 2        | 10     | Mário Teixeira              | Portogallo  | 8:42.53 |       |
| 21  | 1        | 2      | Pedro Ribeiro               | Portogallo  | 8:45.18 |       |
| 22  | 1        | 3      | Joonas Harjamäki            | Finlandia   | 8:47.25 |       |
| 23  | 1        | 7      | Pep Sansa Bullich           | Andorra     | 9:24.39 |       |
|     | 2        | 5      | Pieter Desmet               | Belgio      |         | DNF   |

### Finale
| Pos     | Corsia | Nome                        | Nazionalità | Tempo   | Note |
| ------- | ------ | --------------------------- | ----------- | ------- | ---- |
| Oro     | 4      | Mahiedine Mekhissi-Benabbad | Francia     | 8:07.87 | CR   |
| Argento | 9      | Bouabdellah Tahri           | Francia     | 8:09.28 |      |
| Bronzo  | 5      | Ion Luchianov               | Moldavia    | 8:19.64 | SB   |
| 4       | 7      | Tomasz Szymkowiak           | Polonia     | 8:23.37 |      |
| 5       | 12     | Ildar Minshin               | Russia      | 8:24.87 |      |
| 6       | 11     | Steffen Uliczka             | Germania    | 8:25.39 | PB   |
| 7       | 1      | Eliseo Martín               | Spagna      | 8:27.49 |      |
| 8       | 3      | Bjørnar Ustad Kristensen    | Norvegia    | 8:27.89 | SB   |
| 9       | 8      | Alberto Paulo               | Portogallo  | 8:28.08 |      |
| 10      | 6      | Andrey Farnosov             | Russia      | 8:37.52 |      |
| 11      | 2      | Boštjan Buč                 | Slovenia    | 8:48.83 |      |
| dq      | 10     | José Luis Blanco            | Spagna      | 8:19.15 |      |